# Orgel der Evangelischen Kirche Nieder-Moos
Die Orgel der Evangelischen Kirche Nieder-Moos wurde 1790/1791 von Johann-Markus Oestreich gebaut. Das nahezu unverändert erhaltene Instrument verfügt über 23 Register und ist die bedeutendste hessische, denkmalgeschützte Orgel aus der Zeit des Klassizismus.

## Baugeschichte

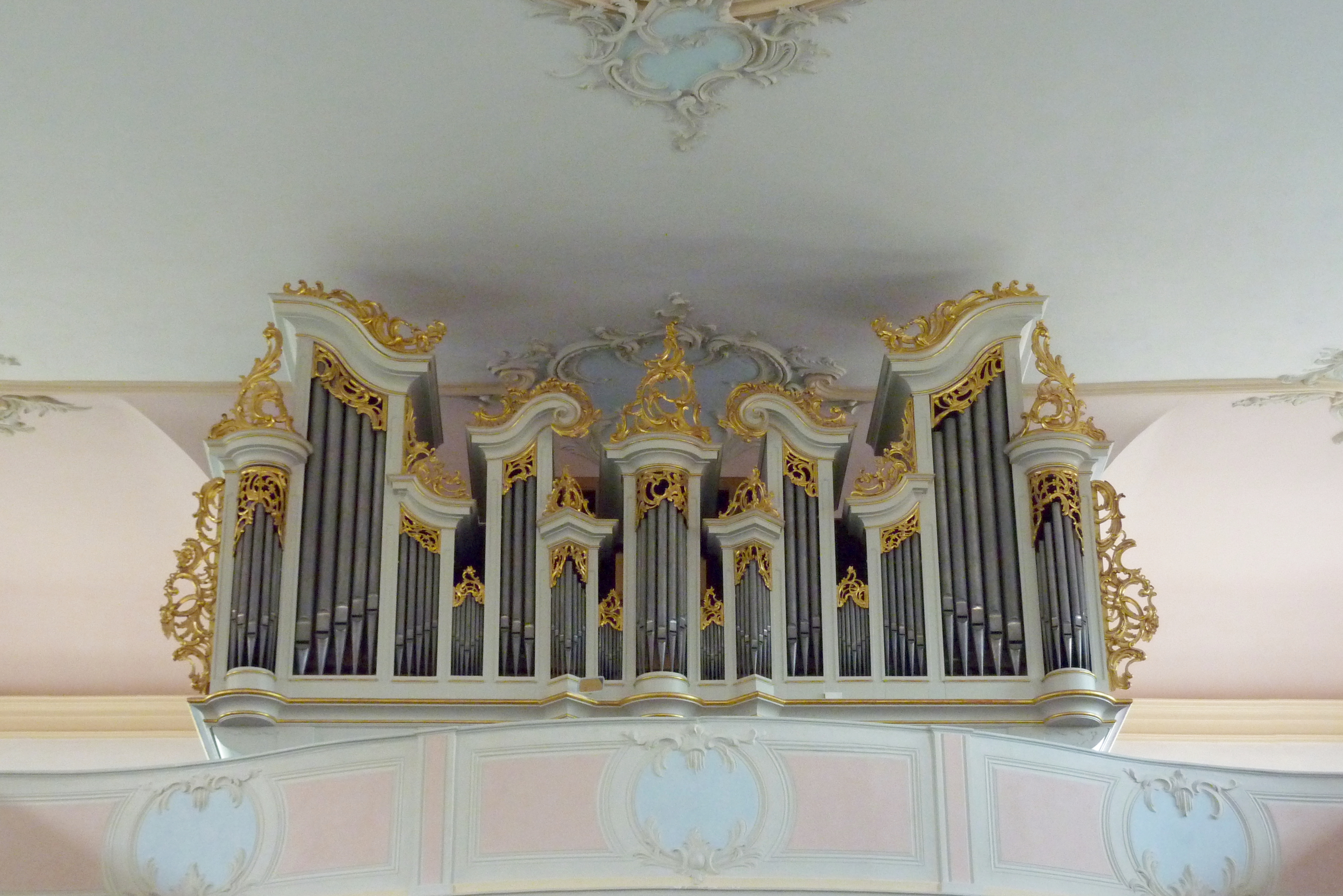
Der Prospekt der Orgel in Lauterbach (1768) diente als Vorbild.

In der Vorgängerkirche war ebenfalls eine Orgel vorhanden, über die keine Details bekannt sind. Nach der Errichtung der neuen Kirche (1784–1787) wurde Johann-Markus Oestreich aus Oberbimbach am 18. Januar 1790 mit einem Orgelneubau beauftragt. Oestreich entstammte einer Orgelbaudynastie, die über einen Zeitraum von fünf Generationen die Orgellandschaft Hessen prägte. Einige von Oestreichs Prospekten sind noch erhalten.
Am 21. Januar 1791 wurde die Nieder-Mooser Orgel eingeweiht. Ungewöhnlich ist der breit angelegte, 15-achsige Prospekt, der im Stil des ausgehenden Rokoko gestaltet ist. Vertraglich wurde festgehalten, dass der Prospekt dem der Lauterbacher Orgel gleichen solle, die 1768 durch Philipp Ernst Wegmann aus Frankfurt fertiggestellt wurde. Tatsächlich findet er hier seine engste Parallele, sodass in der Vergangenheit auch für Lauterbach Oestreich als Erbauer angenommen wurde.
Orgelbauer Link aus Reinhardts führte 1834 eine Reparatur durch, ein Unbekannter eine Reparatur im Jahr 1858 und Johann Georg Förster eine weitere 1897. Förster lötete Seitenbärte an die großen Prospektpfeifen an und belederte die Kehlen der Zungenstimmen. Die originalen Keilbälge wurden 1931 durch Hermann Behringer (Friedberg) durch einen Magazinbalg ersetzt. Förster & Nicolaus reparierte 1953 die Prospektpfeifen und schloss 1955 ein elektrisches Gebläse an.

### Restaurierung 1978

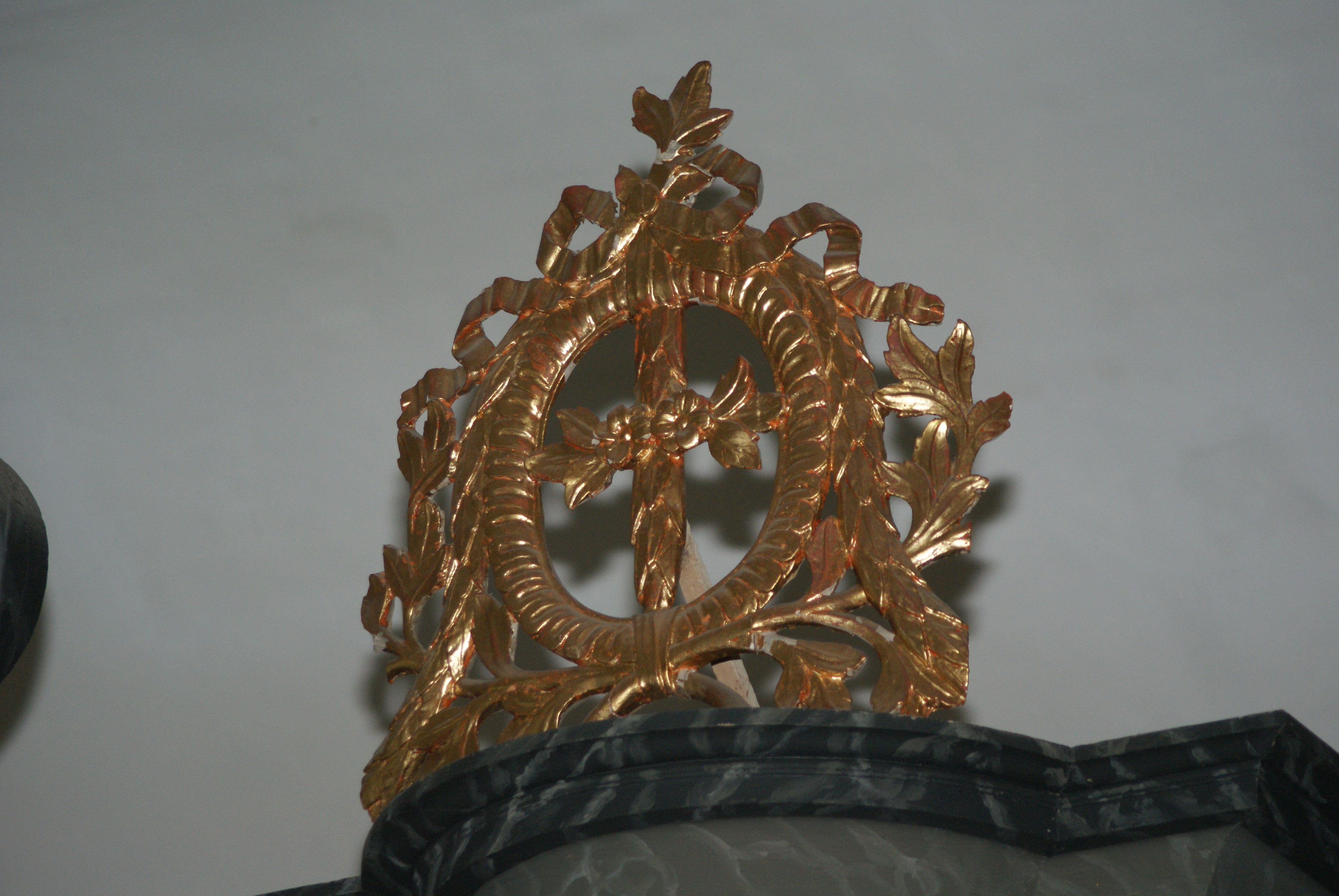
Bekrönung auf dem Gehäuse

Förster & Nicolaus restaurierten 1978 das Werk. Die beiden ausgebauten Zungenregister, die stark vom Holzwurm befallen waren, waren noch erhalten und konnten wieder eingebaut werden. Rekonstruiert werden mussten lediglich die oberste Oktave der Quinta, der dritte Chor der Positiv-Mixtur sowie die beiden obersten Mixturchöre und der obere Cimbelchor im Hauptwerk. Darüber hinaus wurde die Orgel gründlich ausgereinigt und verschlissenes Verbrauchsmaterial ersetzt.
Eine ursprünglich geplante, aber 1791 nicht eingebaute, vakante Vox humana wurde 2004 von Förster & Nicolaus ergänzt. Die Rekonstruktion orientierte sich an der Bauweise der vorhandenen originalen Zungenregister von Oestreich.

## Beschreibung

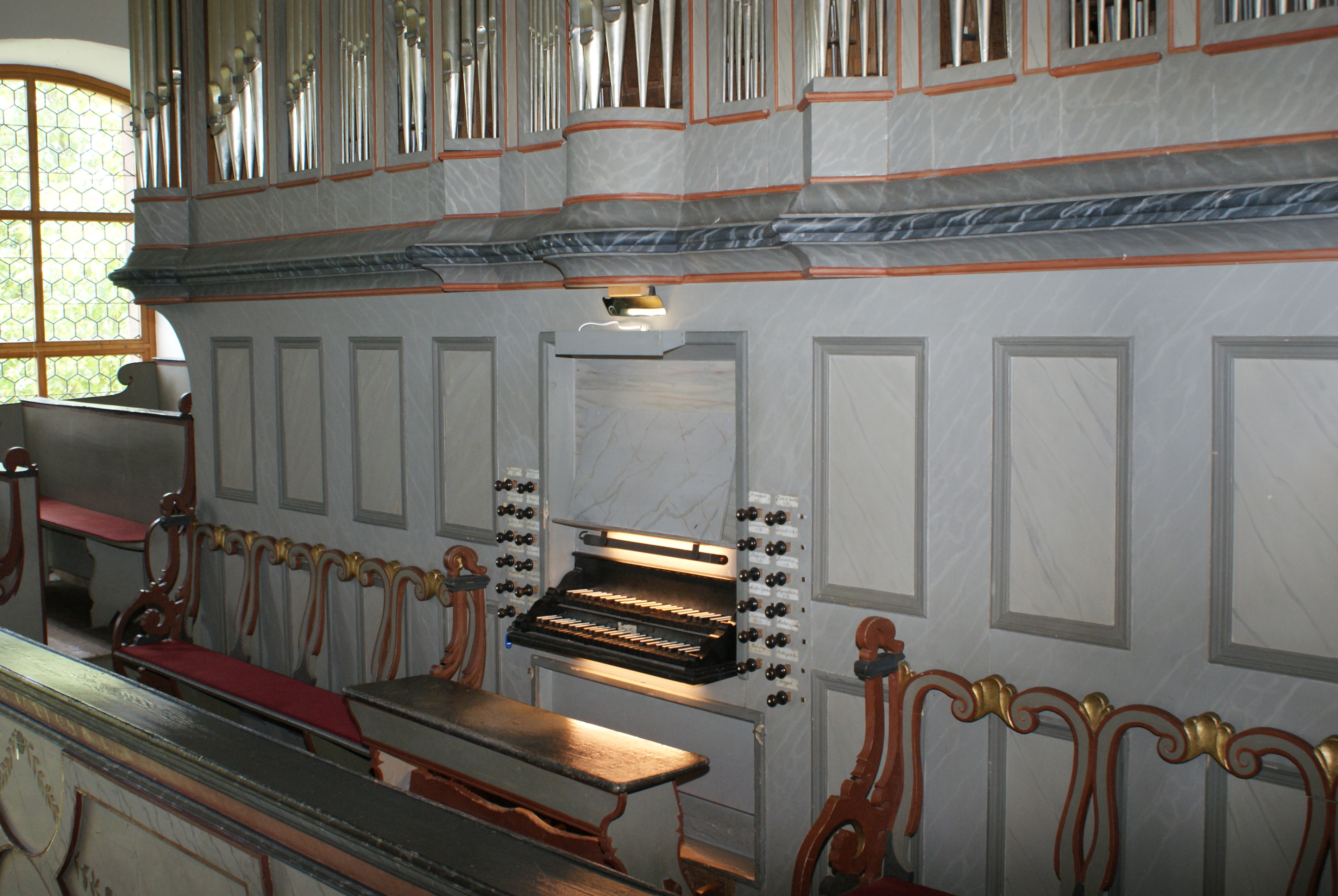
Untergehäuse der Nieder-Mooser Orgel

Die Nieder-Mooser Orgel ist als eines der ganz wenigen Werke in Hessen aus dem ausgehenden 18. Jahrhundert nahezu unversehrt erhalten. Selbst die originale wohltemperierte Stimmung (Kirnberger II) wurde nicht verändert.
Das vorderspielige Instrument weist mit 15 Pfeifenfeldern eine außergewöhnlich breite Anlage auf. Über dem Spieltisch befindet sich das Positiv, das den fünfteiligen Mittelteil des Prospekts einnimmt. Zwei seitliche Spitztürme werden durch zwei Flachfelder mit dem runden Mittelturm verbunden. Die drei Pfeifentürme des Positivs werden oben durch gerade Gesimse abgeschlossen. Links und rechts präsentiert sich das Hauptwerk mit je fünf unterschiedlich hohen Pfeifenfeldern. Ganz außen wird die Orgel durch mittelgroße Rundtürme flankiert. Dem schließen sich auf jeder Seite zwei Harfenfelder in unterschiedlicher Höhe, je ein Flachfeld sowie ein Harfenfeld mit einer Gesimsschnecke an. Bekrönt werden die beiden mittleren Spitztürme und die seitlichen Rundtürme mit klassizistischen Vasen. Das vergoldete Schleierwerk über den Pfeifen ist, im Stil des späten Rokoko, dezent gestaltet. Oberhalb des Gehäuses werden die sechs Harfenfelder mit aufwändigem vergoldetem Schnitzwerk verziert, das bereits Kennzeichen des Zopfstils aufweist. Über dem zentralen Mittelturm ist ein goldenes Kreuz in einem Kranz angebracht.
Das breite Untergehäuse wird seitlich durch insgesamt acht Füllungen gegliedert. An der zentralen Spieltischanlage sind die Registerzüge an beiden Seiten in je zwei Reihen angebracht. Auf den beiden Manualen sind die weißen Obertasten mit weißem Knochenbein belegt, während die Untertasten schwarz gehalten sind. Hinter der Orgel ist das Pedalwerk aufgestellt und von vorne nicht sichtbar. Die Pedalklaviatur umfasst lediglich anderthalb Oktaven.
Das Register „Dui Flöt“ ist ein Gedackt. Ungewöhnlich sind die doppelten Labien an den zwei gegenüberliegenden Seiten, die zu einer Verstärkung des Tons führen. Diese Bauweise begegnet auch bei der Frankfurter Firma Wegmann. Das „Gelind Getakt“ erhielt vermutlich 1897 auf dem Registerschild den Fantasienamen „Loure“.
Die Trompete diente 1984 als Vorlage für die Rekonstruktion des verlorenen Registers in Nieder-Erlenbach.

## Disposition seit 2004
| I Haupt Manual C–f3 |       |
| Principal           | 8′    |
| Viol de gam         | 8′    |
| Quinta Thön         | 8′    |
| Getakt              | 8′    |
| oktav               | 4′    |
| Flöte               | 4′    |
| Quinta              | 3′    |
| Super octav         | 2′    |
| Cimbel II           | 2′    |
| Mixtur IV–V         | 1 ⁄2′ |
| Trompete            | 8′    |

| II Zweites Clavier C–d3 |       |
| Principal               | 4′    |
| Gelind getakt           | 8′    |
| Flaut travers           | 8′    |
| Flaschiolet             | 2′    |
| Dui Flöt                | 4′    |
| Quinta                  | 1 ⁄2′ |
| Mixtur III              | 1′    |
| Vox humana              | 8′    |
| Tremulant               |       |

| Pedal C–g0   |     |
| Subbass      | 16′ |
| Octavbass    | 8′  |
| Violonbass   | 8′  |
| Posaunenbass | 16′ |

- Koppeln: II/I (Schiebekoppel als Klötzchenkoppel mit separatem Registerzug), I/P

Anmerkungen
1. ↑  C–dis im Prospekt
2. 1 2  Metall
3. 1 2 3 4  Holz
4. ↑  C–A im Prospekt
5. ↑  2. Chor 1978
6. ↑  4. und 5. Chor 1978
7. ↑  Stiefel Holz, Becher Metall
8. ↑  C–b1 im Prospekt
9. ↑  „Loure“, Holz
10. ↑  C–H aus Gedackt, ab c0 Holz, offen1 im Prospekt
11. ↑  Offen, zylindrisch
12. ↑  Gedackt mit doppelten Labien, Holz, ab a0 Metall
13. ↑  3. Chor 1978
14. ↑  2004 ergänzt
15. ↑  Holz (einschließlich der Kehlen)

| C:  |    |   | 2′ | + | 1′ |
| c2: | 4′ | + | 2′ |   |    |

| C:  |    |   |       |   |    |   |        |   | 1 ⁄3′ | + | 1′ | + | 4⁄5′ | + | 2⁄3′ | + | 1⁄2′ |
| c0: |    |   |       |   | 2′ | + | 1 3⁄5′ | + | 1 ⁄3′ | + | 1′ |   |      |   |      |   |      |
| c1: | 4′ | + | 2 ⁄3′ | + | 2′ | + |        | + | 1 ⁄3′ |   |    |   |      |   |      |   |      |

|     |    |    | Mixtur Positiv III 1′ |  |  |  |
| C:  |    |    | 1′                    |  |  |  |
| f0: |    | 2′ |                       |  |  |  |
| f1: | 4′ |    |                       |  |  |  |

## Technische Daten
- 23 Register
- Traktur:
  - Tontraktur: Mechanisch
  - Registertraktur: Mechanisch
- Windversorgung:
  - 4 Bälge 8 × 4 Schuh
- Stimmung:
  - Stimmtonhöhe beim 4′: gis1= 870 Hz (etwa ein Halbton über a1= 440 Hz)
  - Wohltemperierte Stimmung (Kirnberger II)

## Aufnahmen/Tonträger
- Orgeln in Hessen aus vier Jahrhunderten. Reinhardt Menger in Worfelden, Hatzfeld, Nieder-Moos, Biebesheim und Frankfurt am Main. Bauer Studios SACD 9088-3 / CD Cantate Domino
- Die Oestreich-Orgel der ev. Kirche Nieder-Moos. Reinhardt Menger spielt Werke von C. P. E. Bach, J. Haydn und W. A. Mozart.